# Amt Dannenberg

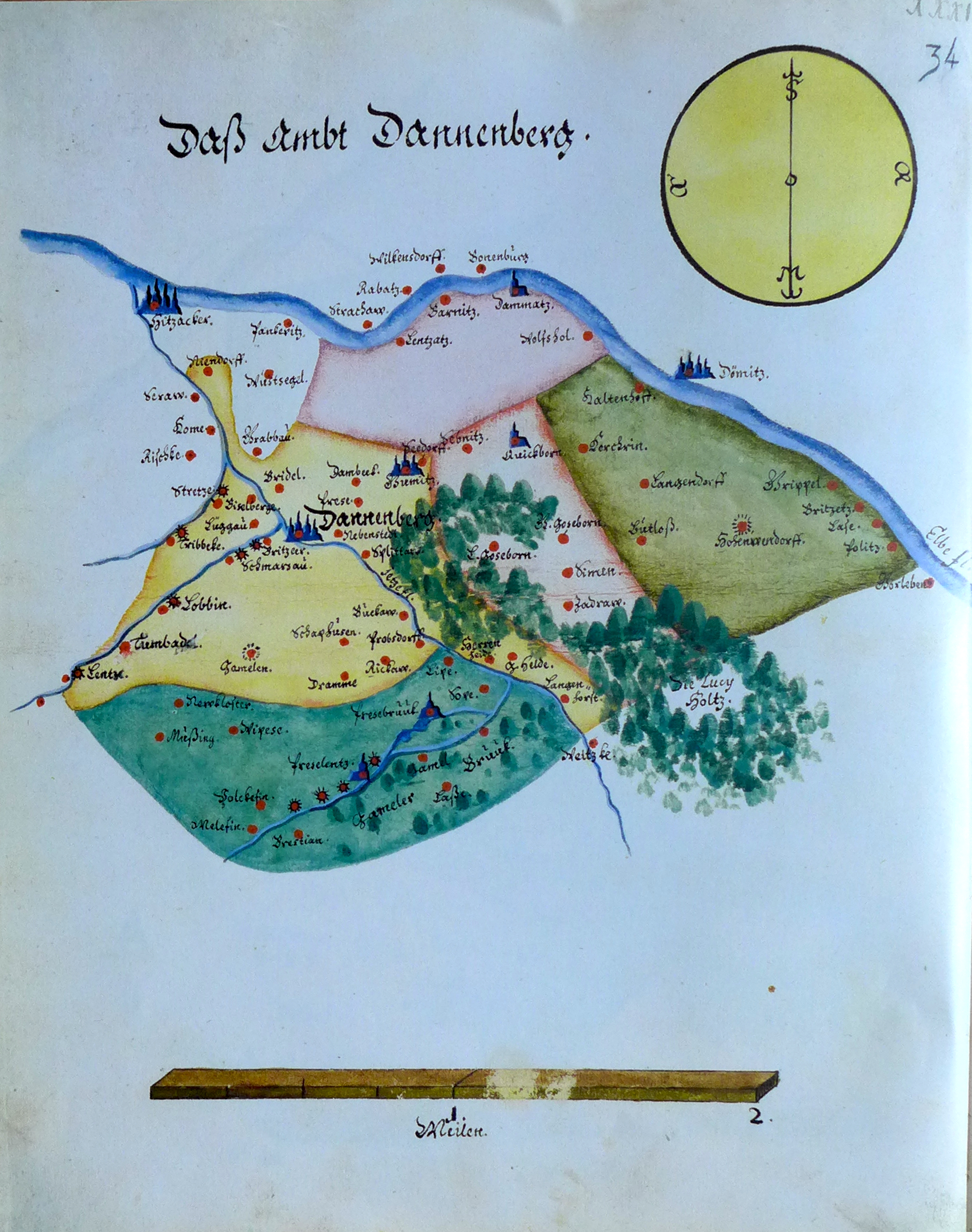
Amt Dannenberg, um 1600

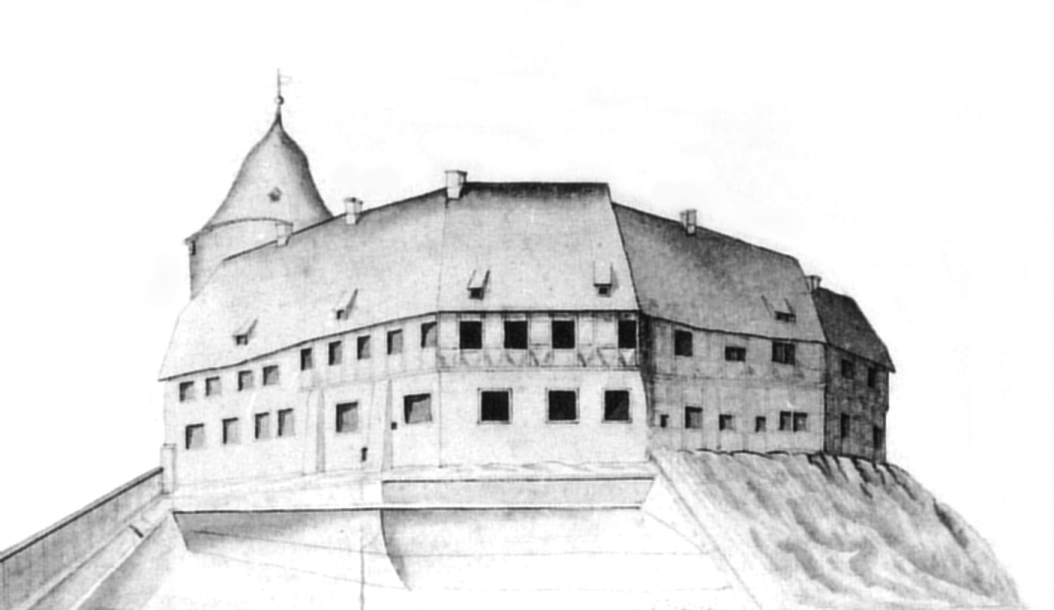
Schloss Dannenberg als Amtssitz, 1720

Das Amt Dannenberg war ein historisches Verwaltungsgebiet des Fürstentums Lüneburg, später des Königreichs Hannover bzw. der preußischen Provinz Hannover. Amtssitz war Schloss Dannenberg.

## Geschichte
Zentrum des Amtssprengels war die um 1150 errichtete Burg Dannenberg als Stammsitz des 1153 erstmals erwähnten gleichnamigen Grafengeschlechts, dessen letzter Vertreter Schloss und Stadt Dannenberg 1303 mit den linkselbischen Besitzungen dem Lüneburger Herzog Otto dem Strengen übergab. Die zugehörigen Besitzungen und Vogteirechte bildeten den Grundstein für das spätere Amt Dannenberg. Die damalige Vogtei umfasste laut einem Schatzregister im Jahr 1450 mehr als 50 Ortschaften, von denen im 18. Jahrhundert noch 45 zum Amt Dannenberg gehörten. Zu dieser Zeit wurde sie in die Marschvogtei mit 32 Ortschaften und die Hausvogtei mit einer Stadt, 40 Ortschaften und drei eigenständigen Höfen unterteilt. Diese Unterteilung basierte nicht auf alten Kirchspiel- oder Gogrenzen, sondern richtete sich an topographischen Grenzen aus. Für die landesherrlichen Dienste war das Amt in Tuchten unterteilt, wobei jeweils mehrere Dörfer zu einer Tuchte gehörten. Bis in das 16. Jahrhundert war das Amt zumeist verpfändet, Pfandnehmer waren unter anderem die Stadt Lüneburg und die Familie von Bülow.
1569 wurde die das Amt Dannenberg mit dem Kloster Scharnebeck zur Ausstattung einer Nebenlinie des Hauses Braunschweig-Lüneburg bestimmt und damit ein neues Fürstentum Dannenberg geschaffen. Die Landeshoheit verblieb bei den in Celle residierenden Herzögen. Ab 1635 wurde das Fürstentum vorübergehend von Wolfenbüttel aus verwaltet. Nach dem Rückfall an Lüneburg (1671) wurde das Amt Dannenberg neu geschaffen. Ende des 17. Jahrhunderts erfolgte eine Bereinigung der Besitzverhältnisse gegenüber benachbarten Ämtern und dem eingesessenen Adel.
Mit Ausnahme der Integration des Amts Gümse blieb der Umfang im 18. Jahrhundert und in der ersten Hälfte des 19. Jahrhunderts relativ konstant. 1852 wurden zehn Gemeinden (Braasche, Karwitz, Lenzen, Nausen, Quarstedt, Sammatz, Schmardau, Schmessau, Timmeitz und Zernien) an das Amt Hitzacker abgetreten, drei (Bellahn, Fließau, Tripkau) wechselten von Hitzacker nach Dannenberg. Die Gemeinden Maddau und Sareitz fielen an das Amt Clenze, Breese am Seißelberge an das Amt Bleckede. 1859 wurde der linkselbische Teil des aufgehobenen Amts Hitzacker angeschlossen. Ab 1867 bildete das Amt Dannenberg mit den Ämtern Gartow, Lüchow und Neuhaus sowie den amtsfreien Städten Dannenberg (Elbe) und Lüchow den (Steuer-)Kreis Dannenberg. 1885 wurde das Amt in die Kreisverfassung überführt.

## Umfang
Das Amt umfasste bei seiner Aufhebung (1885) folgende Gemeinden:
| - Bahrendorf (*) - Barnitz - Bellahn - Braasche (*) - Brandleben - Bredenbock (*) - Breese an der Göhrde (*) - Breese im Bruche - Breese in der Marsch - Breselenz - Breustian - Bückau - Dambeck - Damnatz - Darzau (*) - Dötzingen (*) - Drethem (*) - Fließau - Gamehlen - Glienitz (*) - Göhrde (*) - Govelin (*) - Grabau (*) - Grippel - Gülden (*) - Gümse - Groß Gusborn | - Groß Heide - Harlingen (*) - Hitzacker (*) - Jameln - Jasebeck - Kacherien - Kähmen (*) - Keddien (*) - Klein Kühren (*) - Karwitz (*) - Klein Gusborn - Klein Heide - Kollase (*) - Laase - Landsatz - Langendorf - Langenhorst - Lenzen (*) - Liepe - Lüggau - Marwedel (*) - Mehlfien - Metzingen (*) - Middefeitz (*) - Mützingen - Nausen (*) | - Nebenstedt - Neu Darchau (*) - Niestedt - Niendorf (*) - Penkefitz (*) - Pisselberg - Platenlaase - Plumbohm (*) - Prabstorf - Predöhl - Pretzetze - Prisser - Pudripp (*) - Pussade (*) - Quarstedt (*) - Quickborn - Riebrau (*) - Riekau - Riskau (*) - Sammatz (*) - Sarchem (*) - Sarenseck (*) - Schaafhausen - Schmardau (*) - Schmarsau - Schmessau (*) | - Schutschur (*) - Seedorf - Seerau (*) - Sellien (*) - Siemen - Sipnitz - Soven - Splietau - Spranz (*) - Streetz - Teichlosen - Thunpadel - Tiesmesland (*) - Tießau (*) - Timmeitz (*) - Tollendorf (*) - Tramm - Trepow (*) - Tripkau - Volkfien - Wedderien (*) - Wibbese - Wietzetze (*) - Wussegel (*) - Zadrau - Zernien (*) |

(*) 1859 aus dem Amt Hitzacker.

## Amtmänner
- bis 1679: Joachim Stisser (1621–1679), Amtmann, später Oberamtmann
- August Leidenfrost, * ca. 1622
- 1766–1779: Christoph Barthold Scharf
- 1779–1792: Georg Heinrich Schwarzkopf
- 1783–1784: Georg August Hagemann (1728–1793), Amtmann, zuvor ab 1769 Amtsschreiber
- 1818–1820: Carl Johann Samuel Grote, Oberamtmann
- 1821–1822: Carl Friedrich Bahr, Amtmann
- 1823–1829: Ernst Friedrich Wilhelm Kramer, Oberamtmann
- 1830–1852: August Wilhelm Niemeyer, Amtmann, ab 1851 Oberamtmann
- 1852–1859: Ludolf Fromme, Amtmann
- 1860–1863: Julius Jordan, Amtmann
- 1864–1867: Hermann C. Bühne, Amtmann
- 1868–1885: Ernst Georg Heinrich Otto Albers, Hauptmann, Kreishauptmann, 1885–1888 Landrat des Kreises Dannenberg